# Peter Közle
Peter Közle (Trostberg an der Alz, 18 november 1967) is een Duitse voetbalspeler die zowel in de spits, op het midden als in de verdediging gespeeld heeft. Op dit moment is hij nog steeds actief, bij Inter Bochum in de lagere Duitse afdelingen.

## Spelerscarrière
Jeugdploegen van TSV Trostberg, 1860 Rosenheim, Bayern München en TSV Ampfing
- 1988 - 1989: Cercle Brugge
- 1989 - 1990: Young Boys Bern
- 1990 - 1993: Grasshopper Zürich
- 1993 - 1995: MSV Duisburg (17 doelpunten in 51 Bundesligawedstrijden)
- 1995 - 1998: VfL Bochum (6 doelpunten in 40 Bundesligawedstrijden)
- 1998 - 2000: 1. FC Union Berlin
- 2000 - 2001: MSV Duisburg
- 2001 - 2003: Rot-Weiß Stiepel
- 2003 - 2004: SV Straelen
- 2004 - 2006: VfB Günnigfeld
- 2006 - ....: Inter Bochum

## Erelijst
VfL Bochum
- 2. Bundesliga

1996